# Andrena colonialis
Andrena colonialis är en biart som beskrevs av Morawitz 1886. Andrena colonialis ingår i släktet sandbin, och familjen grävbin. Inga underarter finns listade i Catalogue of Life.